# إميلي جيرارد
إميلي جيرارد (بالإنجليزية: Emily Gerard)‏ (7 مايو 1849 - 11 يناير 1905)؛ كاتِبة مُتخصِّصة في أدب الأطفال، ناقدة وروائية بريطانية.